# جبل المجاز
جبل المجاز یک کوه در محدوده استان عسیر عربستان سعودی است.
با ارتفاع ۲٬۹۰۲ یکی از بلندترین کوه‌های عربستان است.
این کوه در مختصات 18°00'23"N 43°13'22"E در نزدیکی مرز یمن قرار دارد.